# Elizabeth Debicki

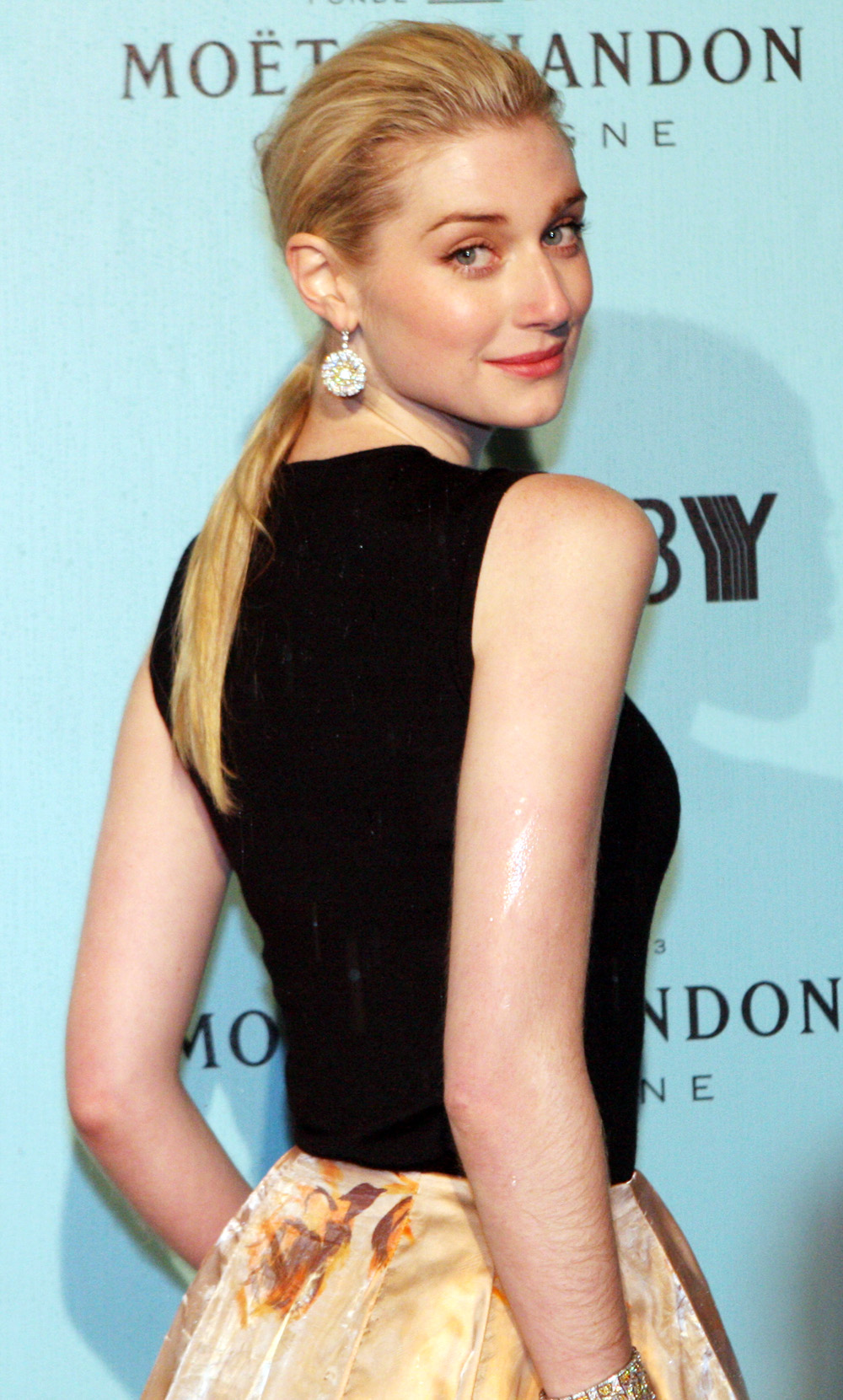
Elizabeth Debicki (2013)

Elizabeth Debicki (ur. 24 sierpnia 1990 w Paryżu) – australijska aktorka filmowa, telewizyjna i teatralna. Zdobyła nagrody AACTA za rolę w filmie Wielki Gatsby i serialu The Kettering Incident.
Jej ojciec był z pochodzenia Polakiem, a matka Australijką irlandzkiego pochodzenia. Rodzice spotkali się w Paryżu, a w 1995 przenieśli się do Melbourne.

## Życiorys
Wychowywała się głównie w Melbourne. Jej rodzice byli zawodowymi tancerzami. W młodości wyróżniała się w nauce i dużo czytała. Wkrótce po ukończeniu studiów aktorskich na Uniwersytecie w Melbourne, dostała rolę w filmie Wielki Gatsby (The Great Gatsby).

## Filmografia
| Rok  | Tytuł                            | Rola                  | Uwagi                                   |
| ---- | -------------------------------- | --------------------- | --------------------------------------- |
| 2011 | Kochanie, poznaj moich kumpli    | Maureen               |                                         |
| 2013 | Wielki Gatsby                    | Jordan Baker          | nagroda AACTA nominacja do Empire Award |
| 2013 | Gödel, Incomplete                | Serita                | film krótkometrażowy                    |
| 2015 | Makbet                           | Lady Macduff          |                                         |
| 2015 | Kryptonim U.N.C.L.E.             | Victoria Vinciguerra  |                                         |
| 2015 | Everest                          | dr Caroline Mackenzie |                                         |
| 2016 | The Kettering Incident           | dr Anna Macy          | nagroda AACTA; 8 odc.                   |
| 2016 | Nocny recepcjonista              | Jed                   | gł. rola; 6 odc.                        |
| 2017 | Strażnicy Galaktyki vol. 2       | Ayesha                |                                         |
| 2017 | Valerian i miasto tysiąca planet | Haban Limaï           | głos                                    |
| 2017 | Breath                           | Eva                   |                                         |
| 2018 | The Tale                         | pani G                |                                         |
| 2018 | Paradoks Cloverfield             | Jensen                |                                         |
| 2018 | Piotruś Królik                   | Mopsy                 | głos                                    |
| 2018 | Wdowy                            | Alice                 |                                         |
| 2018 | Vita and Virginia                | Virginia Woolf        |                                         |
| 2019 | Obraz pożądania                  | Berenice Hollis       |                                         |
| 2020 | Tenet                            | Kat                   |                                         |
| 2021 | Piotruś Królik 2: Na gigancie    | Mopsy Rabbit          | głos                                    |
| 2022 | The Crown                        | Diana, księżna Walii  | serial                                  |
| 2023 | Strażnicy Galaktyki vol. 3       | Ayesha                |                                         |
| 2024 | MaXXXine                         | Elizabeth Bender      |                                         |